# Vasaloppet China
Vasaloppet China eller Kinavasan, är en längdskidåkningstävling som avgörs i Changchun som ligger i Jilin-provinsen i  Kina i början av varje år. Det hade premiär 2003, och ingår i Worldloppet sedan 2014. Vasaloppet China arrangeras i samarbete med Vasaloppet Sverige.

## Distanser[1]
- Vasaloppet China: 50 km
- Blueberry Vasa: 25 km
- Vasa Fun Ski: 2 km
- Student Vasa: 2 km
- Children's Vasa (5-12 år): 200 m

## Slutsegrare

### Herrar
- 2003 Oskar Svärd,  Sverige
- 2004 Jørgen Aukland,  Norge
- 2005 Stanislav Rezac,  Tjeckien
- 2006 Stanislav Rezac,  Tjeckien
- 2007 Fredrik Persson,  Sverige
- 2008 Fredrik Persson,  Sverige
- 2009 Anders Högberg,  Sverige
- 2010 Wan Xia,  Kina
- 2011 Xu Weniong,  Kina
- 2012 Anders Högberg,  Sverige
- 2013 Anders Högberg,  Sverige
- 2014 Anders Högberg,  Sverige
- 2015 Bob Impola,  Sverige
- 2016 Petr Novák,  Tjeckien
- 2017 Andreas Nygaard,  Norge
- 2018 Tang Jinle,  Kina [2]
- 2019 Wang Qiang,  Kina  [3]
- 2020 Vinjar Skogsholm,  Norge
- 2021 Zhu Mingliang,  Kina [4]
- 2022 Bao Lin  Kina
- 2023 Wang Qiang  Kina
- 2024 Fabián Štoček  Tjeckien
- 2025 Fabián Štoček  Tjeckien[5]

### Damer
- 2006 Li Hongxue,  Kina
- 2007 Yonghong Peng,  Kina
- 2008 Yonghong Peng,  Kina
- 2009 Li Hongxue,  Kina
- 2010 Bo Sun,  Kina
- 2011 Li Hongxue,  Kina
- 2012 Élodie Bourgois-Pin,  Frankrike
- 2013 Song Xinxue,  Kina
- 2014 Ma Qinghua,  Kina
- 2015 Li Hongxue,  Kina
- 2016 Ma Qinghua,  Kina
- 2017 Olga Rotjeva,  Ryssland
- 2018 Marina Tsjernousova,  Ryssland[2]
- 2019 Maria Gräfnings,  Sverige [3]
- 2020 Marina Tsjernousova,  Ryssland
- 2021 Li Hongxue,  Kina [4]
- 2022 Li Lei,  Kina
- 2023 Chi Chunxue  Kina
- 2024 Zhao Xinle  Kina
- 2025 Malin Börjesjö  Sverige[5]